# Gnophodes elucidata
Gnophodes elucidata är en fjärilsart som beskrevs av Karl Grünberg 1910. Gnophodes elucidata ingår i släktet Gnophodes och familjen praktfjärilar. Inga underarter finns listade i Catalogue of Life.